# Volker Wissing
Volker Wissing, né à Landau le 22 avril 1970 est un juriste et homme politique allemand, ancien membre du Parti libéral-démocrate (FDP).
Il est ministre de l'Économie et vice ministre-président du Land de Rhénanie-Palatinat de 2016 à 2020 puis ministre fédéral des Transports et du Numérique dans le gouvernement d'Olaf Scholz de 2021 à 2025.

## Biographie

### Formation et carrière
Après avoir obtenu son Abitur en 1989 à Bad Bergzabern, Volker Wissing entame des études de droit franco-allemand à l'université de la Sarre qu'il poursuit ensuite à l'université de Fribourg-en-Brisgau, ville où il passera son premier Staatsexam (examen d'état) en 1994. Ses premières fonctions le mène, magistrat stagiaire, à l'Oberlandesgericht de Deux-Ponts dans le Palatinat jusqu'en 1996, année où il passe son deuxième Staatsexam à Mayence. Il débute cette même année comme directeur du service des recours de la Société de traitement des déchets (Sonderabfallmanagement Gesellschaft (SAM) GmbH) à Mayence en même temps que son doctorat en droit administratif sur le traitement des déchets à l'université de Münster.
Après l'obtention de son grade académique en 1997, il est nommé magistrat et exerce la profession de procureur auprès du tribunal régional (Landgericht) de Landau puis à partir de 1999 juge d'instruction et de procédures accélérées. Parallèlement, il donne des cours de traduction du français vers l'allemand dans le domaine du droit à la Faculté d’Études Culturelles Appliquées de l'université de Mayence à Germersheim.
En mars 2014, il fonde le cabinet d'avocat "Wissing Rechtsanwälte".
Volker Wissing parle couramment le français.

### Vie politique
Volker Wissing rejoint le Parti libéral-démocrate (FDP) en 1998. Sa carrière en politique commence en 2000, année où il rejoint le cabinet du ministre régional de la justice Herbert Mertin, d'abord comme simple membre du cabinet puis, après sa nomination comme juge en 2001, comme conseiller personnel et chargé des relations avec le parlement. Il le reste jusqu'à 2004, année de son élection comme député au Bundestag.
Au sein du Bundestag, il préside la commission des finances de  2009 à 2011 et devient à partir de 2010 et de 2011 successivement porte-parole du groupe FDP sur les questions des finances puis vice-président du groupe. Ces fonctions cessent avec son départ du Bundestag en 2013.
Il redevient député dans son Land d'origine, avec son élection au Landtag de Rhénanie-Palatinat en mars 2016. Il est d'abord élu président du groupe FDP, de retour au Landtag, avant d'être nommé ministre de l'Économie, des Transports, de l'Agriculture et de la Viticulture et vice-ministre président dans le gouvernement « en feu tricolore » . Après les élections régionales de 2021, il participe aux négociations de la deuxième coalition « en feu tricolore » de Rhénanie-Palatinat, mais pas au gouvernement pour se consacrer à sa fonction de secrétaire général du FDP à Berlin.
À la suite des élections fédérales de 2021, Volker Wissing participe comme secrétaire général du FDP  aux négociations pour la constitution de la première coalition en feu tricolore au niveau fédéral après l'abandon de l'hypothèse, préférée par Christian Lindner, d'une coalition « Jamaïque ». Il obtient le poste de ministre des Transports et du Numérique dans le futur gouvernement d'Olaf Scholz.

### Fonctions au FDP
Volker Wissing est devenu président du FDP de Landau dès 1999, avant de prendre successivement la direction du parti pour l'arrondissement Landau/Route-du-vin-du-Sud en 2001 puis pour la Rhénanie-Palatinat depuis 2011. Au niveau fédéral, il appartient au comité directeur fédéral (Bundesvorstand) depuis 2007 et a été nommé secrétaire général du parti en septembre 2020. En novembre 2024, Volker Wissing quitte le FDP mais reste dans le cabinet du gouvernement Scholz.

### Vie privée
Volker Wising est marié et père d'une fille. Il est également organiste à la paroisse protestante d'Heuchelheim de 1986 à 2000 après s'être formé quand il était à l'école au séminaire de musique religieuse de Bad Bergzabern. Il a passé son examen d'organiste en 1989, la même année que son Abitur.